# Discografia di Alicia Keys
Questa è la discografia completa della cantautrice statunitense R&B, soul e neo soul Alicia Keys. Comprende, fino al 2020, sette album in studio, un Unplugged, un EP, quaranta singoli, due video album e trentasette video musicali per la J Records e RCA Records. La cantante ha venduto in tutto il mondo circa 42 milioni di album, di cui 22 solo negli Stati Uniti, più 30 milioni di singoli.

## Album

### Album in studio
| Anno                                                       | Album | Posizioni in classifica | Posizioni in classifica | Posizioni in classifica | Posizioni in classifica | Posizioni in classifica | Posizioni in classifica | Posizioni in classifica | Posizioni in classifica | Posizioni in classifica | Posizioni in classifica | Certificazioni                                                             | Vendite                                                                   |
| Anno                                                       | Album | U.S.                    | UK                      | AUS                     | IRE                     | GER                     | NZ                      | ITA                     | SWI                     | FRA                     | NLD                     | Certificazioni                                                             | Vendite                                                                   |
| ---------------------------------------------------------- | --- | ----------------------- | ----------------------- | ----------------------- | ----------------------- | ----------------------- | ----------------------- | ----------------------- | ----------------------- | ----------------------- | ----------------------- | -------------------------------------------------------------------------- | ------------------------------------------------------------------------- |
| 2001                                                       | Songs in A Minor - Primo studio album - Uscita: 5 giugno 2001 - Formati: CD, download digitale             | 1                       | 6                       | 3                       | 5                       | 2                       | 4                       | 4                       | 3                       | 12                      | 1                       | - RIAA: 6× platino - BPI: 3× platino - ARIA: 2× platino - IFPI: 3× platino | - U.S.: 6,202 000 - UK: 900 000 - Europa: 3 000 - Mondo: 12 000           |
| 2003                                                       | The Diary of Alicia Keys - Secondo studio album - Usicta: 2 dicembre 2003 - Formati: CD, download digitale | 1                       | 13                      | 22                      | 37                      | 10                      | 25                      | 20                      | 1                       | 5                       | 2                       | - RIAA: 4× platino - BPI: Platino - ARIA: Platino - IFPI: Platino          | - U.S.: 4 400 000 - UK: 300 000 - Europa: 2 000 - Mondo: 9 000            |
| 2007                                                       | As I Am - Terzo studio album - Uscita: 13 novembre 2007 - Formati: CD, download digitale                   | 1                       | 11                      | 3                       | 15                      | 6                       | 5                       | 3                       | 1                       | 5                       | 2                       | - RIAA: 3× platino - BPI: Platino - ARIA: Platino - IFPI: Platino          | - U.S.: 3 700 850 - UK: 300 000 - Europa: 1 700 000 - Mondo: 6 500 000    |
| 2009                                                       | The Element of Freedom - Quarto studio album - Uscita: 15 dicembre 2009 - Formati: CD, music download      | 2                       | 1                       | 19                      | 9                       | 10                      | 20                      | 15                      | 1                       | 13                      | 2                       | - RIAA: Platino - BPI: 3x platino - ARIA: Oro - IFPI:                      | - U.S.: 1.500.000 - UK: 900.000+ - Europa: 1 500 000+ - Mondo: 4.000.000+ |
| 2012                                                       | Girl on Fire - Quinto studio album - Uscita: 27 novembre 2012 - Formati: CD, download digitale, streaming  | 1                       | 13                      | 12                      | 27                      | 6                       | 22                      | 17                      | 3                       | 8                       | 7                       | - RIAA: Platino - BPI: Oro - ARIA: Oro                                     | - U.S.: 1.100.000 - UK: 100.000 - Mondo: 1.300.000                        |
| 2016                                                       | Here - Sesto studio album - Uscita: 4 novembre 2016 - Formati: CD, download digitale, streaming            | 2                       | 21                      | 14                      | 27                      | 14                      | 24                      | 14                      | 5                       | 20                      | 12                      |                                                                            | - Mondo: 130.000                                                          |
| 2020                                                       | ALICIA - Settimo studio album - Uscita: 18 settembre 2020 - Formati: CD, download digitale, streaming      | 4                       | 12                      | 13                      | 72                      | 14                      | 38                      | 40                      | —                       | 28                      | 10                      |                                                                            |                                                                           |
| 2021                                                       | KEYS - Ottavo studio album                                                                                 | 41                      | —                       | —                       | —                       | 49                      | —                       | —                       | 18                      | 163                     | —                       |                                                                            |                                                                           |
| Il simbolo "—" indica un mancato piazzamento in classifica | |                         |                         |                         |                         |                         |                         |                         |                         |                         |                         |                                                                            |                                                                           |

### Album dal vivo
| Anno | Informazioni                                                   | Posizioni in classifica | Posizioni in classifica | Posizioni in classifica | Posizioni in classifica | Posizioni in classifica | Posizioni in classifica | Posizioni in classifica | Posizioni in classifica | Posizioni in classifica | Posizioni in classifica | Certificazioni              | Vendite                                                                      |
| Anno | Informazioni                                                   | U.S.                    | U.S. R&B                | UK                      | CAN                     | AUS                     | GER                     | FRA                     | ITA                     | NL                      | SWI                     | Certificazioni              | Vendite                                                                      |
| ---- | -------------------------------------------------------------- | ----------------------- | ----------------------- | ----------------------- | ----------------------- | ----------------------- | ----------------------- | ----------------------- | ----------------------- | ----------------------- | ----------------------- | --------------------------- | ---------------------------------------------------------------------------- |
| 2005 | Unplugged - Album live - Uscita: 11 ottobre 2005 - Formato: CD | 1                       | 1                       | 52                      | 8                       | 33                      | 25                      | 20                      | 21                      | 2                       | 7                       | - RIAA: platino - CRIA: oro | - Vendite mondiali: 3 500 000 - Vendite US: 1 200 000 - Vendite CAN: 50 000+ |

### Extended play
| Anno | Informazioni                                                                                                   |
| ---- | --- |
| 2017 | The Vault Playlist, Vol. 1 - Extended play - Uscita: 7 aprile 2017 - Formato: CD, download digitale, streaming |

## Singoli
| Anno                                         | Singolo                                                        | Posizione raggiunta | Posizione raggiunta | Posizione raggiunta | Posizione raggiunta | Posizione raggiunta | Posizione raggiunta | Posizione raggiunta | Posizione raggiunta | Posizione raggiunta | Posizione raggiunta | Certificazioni e vendite                                                                | Album                    |
| Anno                                         | Singolo                                                        | U.S.                | U.S. R&B            | UK                  | CAN                 | AUS                 | GER                 | FRA                 | SWI                 | IRE                 | NZ                  | Certificazioni e vendite                                                                | Album                    |
| -------------------------------------------- | -------------------------------------------------------------- | ------------------- | ------------------- | ------------------- | ------------------- | ------------------- | ------------------- | ------------------- | ------------------- | ------------------- | ------------------- | --------------------------------------------------------------------------------------- | ------------------------ |
| 2001                                         | "Fallin'"                                                      | 1                   | 1                   | 3                   | 10                  | 7                   | 1                   | 5                   | 1                   | 3                   | 1                   | - RIAA: 2x Platino - ARIA: Platino - BPI: Platino - Mondo: 3.400.000                    | Songs in A Minor         |
| 2002                                         | "A Woman's Worth"                                              | 7                   | 3                   | 18                  | —                   | 16                  | 45                  | —                   | 32                  | 25                  | 5                   | - ARIA: Oro                                                                             | Songs in A Minor         |
| 2002                                         | "How Come You Don't Call Me"                                   | 59                  | 30                  | 26                  | —                   | 29                  | 80                  | —                   | 60                  | 32                  | —                   |                                                                                         | Songs in A Minor         |
| 2002                                         | "Girlfriend"                                                   | —                   | 82                  | 24                  | —                   | 13                  | 100                 | —                   | —                   | 40                  | —                   |                                                                                         | Songs in A Minor         |
| 2003                                         | "You Don't Know My Name"                                       | 3                   | 1                   | 19                  | 19                  | 77                  | 68                  | 43                  | 26                  | 33                  | 98                  | - RIAA: Oro                                                                             | The Diary of Alicia Keys |
| 2004                                         | "If I Ain't Got You"                                           | 4                   | 1                   | 18                  | —                   | —                   | 81                  | 15                  | 35                  | 44                  | —                   | - RIAA: 4x Platino - BPI: Platino - FIMI: Oro - Mondo: 4.600.000                        | The Diary of Alicia Keys |
| 2004                                         | "Diary" (featuring Tony! Toni! Toné!)                          | 8                   | 2                   | —                   | —                   | —                   | —                   | —                   | —                   | —                   | —                   | - RIAA: Oro                                                                             | The Diary of Alicia Keys |
| 2004                                         | "Karma"                                                        | 20                  | 17                  | —                   | —                   | —                   | 62                  | —                   | 71                  | —                   | —                   | - RIAA: Platino                                                                         | The Diary of Alicia Keys |
| 2005                                         | "Unbreakable"                                                  | 34                  | 4                   | —                   | —                   | —                   | —                   | —                   | —                   | —                   | —                   |                                                                                         | Unplugged                |
| 2006                                         | "Every Little Bit Hurts"                                       | —                   | —                   | —                   | —                   | —                   | —                   | —                   | —                   | —                   | —                   |                                                                                         | Unplugged                |
| 2007                                         | "No One"                                                       | 1                   | 1                   | 6                   | 2                   | 3                   | 3                   | 5                   | 1                   | 8                   | 2                   | - RIAA: 6x Platino - BPI: Platino - ARIA: 4x Platino - FIMI: Platino - Mondo: 7.600.000 | As I Am                  |
| 2007                                         | "Like You'll Never See Me Again"                               | 12                  | 1                   | 53                  | —                   | 77                  | 63                  | —                   | —                   | 48                  | —                   | - RIAA: Platino                                                                         | As I Am                  |
| 2008                                         | "Teenage Love Affair"                                          | 54                  | 3                   | —                   | —                   | —                   | —                   | —                   | —                   | —                   | 21                  |                                                                                         | As I Am                  |
| 2008                                         | "Superwoman"                                                   | 82                  | 12                  | —                   | 167                 | 57                  | 43                  | 67                  | 48                  | 88                  | 122                 |                                                                                         | As I Am                  |
| 2009                                         | "Doesn't Mean Anything"                                        | 60                  | 14                  | 8                   | 66                  | —                   | 8                   | 17                  | 5                   | 34                  | 22                  | - BPI: Argento                                                                          | The Element of Freedom   |
| 2009                                         | "Try Sleeping with a Broken Heart"                             | 27                  | 2                   | 7                   | 37                  | —                   | 33                  | —                   | 21                  | 22                  | 12                  | - RIAA: Platino - BPI: Oro - Mondo: 1.400.000                                           | The Element of Freedom   |
| 2009                                         | "Empire State of Mind (Part II) Broken Down"                   | 55                  | 76                  | 4                   | 40                  | 61                  | 39                  | —                   | 19                  | 8                   | —                   | - RIAA: Platino - BPI: Platino - FIMI: Oro - Mondo: 1.800.000                           | The Element of Freedom   |
| 2010                                         | "Un-Thinkable (I'm Ready)"                                     | 21                  | 1                   | —                   | —                   | —                   | —                   | —                   | —                   | —                   | —                   |                                                                                         | The Element of Freedom   |
| 2010                                         | "Put It in a Love Song" (featuring Beyoncé)                    | —                   | 60                  | —                   | 71                  | 18                  | —                   | —                   | —                   | 26                  | 24                  | - ARIA: Oro                                                                             | The Element of Freedom   |
| 2012                                         | "Girl on Fire"                                                 | 11                  | 2                   | 5                   | 6                   | 12                  | 4                   | 5                   | 5                   | 11                  | 7                   | - RIAA: 5x Platino - BPI: Platino - ARIA: 5x Platino - FIMI: Platino - Mondo: 6.600.000 | Girl on Fire             |
| 2012                                         | "Brand New Me"                                                 | —                   | 7                   | —                   | —                   | —                   | —                   | —                   | —                   | —                   | —                   |                                                                                         | Girl on Fire             |
| 2013                                         | "New Day"                                                      | —                   | 73                  | —                   | —                   | —                   | —                   | 106                 | —                   | —                   | —                   |                                                                                         | Girl on Fire             |
| 2013                                         | "Fire We Make"                                                 | —                   | 38                  | —                   | —                   | —                   | —                   | —                   | —                   | —                   | —                   | - RIAA: Oro                                                                             | Girl on Fire             |
| 2013                                         | "Tears Always Win"                                             | —                   | 28                  | —                   | —                   | —                   | —                   | —                   | —                   | —                   | —                   |                                                                                         | Girl on Fire             |
| 2013                                         | "It's On Again"                                                | —                   | 16                  | 31                  | 81                  | —                   | 95                  | 62                  | —                   | —                   | —                   |                                                                                         | The Amazing Spiderman 2  |
| 2014                                         | "We Are Here"                                                  | —                   | —                   | —                   | —                   | —                   | —                   | 111                 | 32                  | —                   | —                   |                                                                                         | N/A                      |
| 2016                                         | "In Common"                                                    | —                   | 42                  | 25                  | —                   | —                   | —                   | 76                  | —                   | —                   | —                   | - RIAA: Oro                                                                             | Here                     |
| 2016                                         | "Blended Family (What You Do for Love)" (featuring ASAP Rocky) | —                   | 9                   | —                   | —                   | —                   | —                   | 62                  | 85                  | —                   | —                   |                                                                                         | Here                     |
| 2019                                         | "Show Me Love" (featuring Miguel)                              | 90                  | 41                  | —                   | —                   | —                   | —                   | —                   | —                   | —                   | —                   | - RIAA: Oro                                                                             | Alicia                   |
| 2020                                         | "Underdog"                                                     | 69                  | 30                  | —                   | 34                  | 36                  | 24                  | —                   | 21                  | —                   | 7                   | - RIAA: Oro                                                                             | Alicia                   |
| 2020                                         | "So Done" (featuring Khalid)                                   | —                   | —                   | —                   | —                   | —                   | —                   | —                   | —                   | —                   | 10                  |                                                                                         | Alicia                   |
| "—" indica singoli non entrati in classifica |                                                                |                     |                     |                     |                     |                     |                     |                     |                     |                     |                     |                                                                                         |                          |

### Collaborazioni
| Anno | Singolo                                                    | Posizione in classifica | Posizione in classifica | Posizione in classifica | Posizione in classifica | Posizione in classifica | Posizione in classifica | Posizione in classifica | Posizione in classifica | Posizione in classifica | Posizione in classifica | Certificazioni                                                                             | Album                                      |
| Anno | Singolo                                                    | U.S.                    | U.S. R&B                | UK                      | AUS                     | GER                     | CAN                     | ITA                     | SWI                     | IRE                     | NZ                      | Certificazioni                                                                             | Album                                      |
| ---- | ---------------------------------------------------------- | ----------------------- | ----------------------- | ----------------------- | ----------------------- | ----------------------- | ----------------------- | ----------------------- | ----------------------- | ----------------------- | ----------------------- | ------------------------------------------------------------------------------------------ | ------------------------------------------ |
| 2001 | "Brotha Part II" (Angie Stone featuring Alicia Keys e Eve) | 52                      | 13                      | 37                      | —                       | —                       | —                       | —                       | —                       | —                       | —                       |                                                                                            | Mahogany Soul                              |
| 2002 | "Gangsta Lovin''" (Eve featuring Alicia Keys)              | 2                       | 2                       | 6                       | 4                       | 21                      | —                       | 14                      | 6                       | 15                      | 7                       | - RIAA: Platino - ARIA: Platino                                                            | Eve-Olution Remixed & Unplugged in A Minor |
| 2004 | "My Boo" (con Usher)                                       | 1                       | 1                       | 5                       | —                       | 4                       | 1                       | —                       | 3                       | 7                       | —                       | - RIAA: 3x Platino - BPI: Argento - MC: Oro - Mondo: 3.280.000                             | Confessions (edizione speciale)            |
| 2006 | "Ghetto Story Chapter 2" (Cham featuring Alicia Keys)      | 77                      | 15                      | 62                      | —                       | —                       | —                       | —                       | —                       | —                       | —                       |                                                                                            | Ghetto Story                               |
| 2008 | "Another Way to Die" (con Jack White)                      | 81                      | —                       | 9                       | 29                      | 8                       | 15                      | —                       | 4                       | 12                      | 29                      |                                                                                            | Quantum of Solace (colonna sonora)         |
| 2009 | "Empire State of Mind" (con Jay-Z)                         | 1                       | 1                       | 2                       | 4                       | 11                      | 3                       | 3                       | 4                       | 2                       | 6                       | - RIAA: 3x Platino - BPI: Platino - ARIA: 3x Platino - FIMI: 2x Platino - Mondo: 6.900.000 | The Blueprint 3                            |
| 2012 | "New Day" (con 50 Cent)                                    | 79                      | 43                      | —                       | 44                      | 53                      | 43                      | —                       | —                       | —                       | —                       |                                                                                            | N/A                                        |
| 2013 | "I Will Pray (pregherò)" (con Giorgia)                     | —                       | —                       | —                       | —                       | —                       | —                       | 17                      | —                       | —                       | —                       | - FIMI: Oro                                                                                | Senza paura                                |
| 2019 | "Calma" (con Pedro Capó e Farruko)                         | 71                      | —                       | —                       | —                       | —                       | —                       | —                       | —                       | —                       | —                       | - RIAA: 11x Platino (Latin)                                                                | N/A                                        |

### Artista ospite
| Anno | Canzone                                                               | Album                                              |
| ---- | --------------------------------------------------------------------- | -------------------------------------------------- |
| 1998 | Little Drummer Girl                                                   | 12 Soulful Nights of Christmas                     |
| 2001 | Mr. Man (con Jimmy Cozier)                                            | Jimmy Cozier                                       |
| 2001 | Someday We'll All Be Free                                             | America: A Tribute to Heroes                       |
| 2002 | Boy Meets Girl (Truck Turner featuring Alicia Keys)                   | Look Both Ways Before You Cross Me                 |
| 2002 | Warrior Song (Nas featuring Alicia Keys)                              | God's Son                                          |
| 2005 | America the Beautiful (con Ray Charles)                               | Genius & Friends                                   |
| 2005 | If This World Were Mine (featuring Jermaine Paul)                     | So Amazing: An All-Star Tribute to Luther Vandross |
| 2006 | Don't Give Up (Africa) (con Bono)                                     | Digital release                                    |
| 2007 | Djin Djin (Angélique Kidjo featuring Alicia Keys e Branford Marsalis) | Djin Djin                                          |
| 2008 | Represent The Things You Do (con Swizz Beats)                         |                                                    |
| 2009 | Everybody Hurts (con Annie Lennox)                                    | The Annie Lennox Collection (UK Limited Edition)   |
| 2009 | Empire State of Mind (Jay-Z feat Alicia Keys)                         | The Blueprint 3                                    |
| 2009 | Looking for Paradise (con Alejandro Sanz)                             | Express                                            |
| 2010 | Fireworks (Drake feat. Alicia Keys)                                   | Thank Me Later                                     |
| 2012 | Where’s the Fun in Forever? (Miguel feat. Alicia Keys)                | Kaleidoscope Dream                                 |
| 2014 | Know Who You Are (Pharrell Williams feat Alicia Keys)                 | Girl                                               |
| 2017 | Nobody (DJ Khaled feat. Nicki Minaj e Alicia Keys)                    | Grateful                                           |
| 2017 | Like Home (Eminem feat Alicia Keys)                                   | Revival                                            |
| 2018 | Morning Light (Justin Timberlake feat. Alicia Keys)                   | Man of the Woods                                   |
| 2018 | Us (James Bay feat Alicia Keys)                                       | Electric Light                                     |
| 2019 | Truth (Mark Ronson feat. Alicia Keys)                                 | Late Night Feelings                                |

### Compositrice, autrice e produttrice per altri artisti
| Anno | Canzone                  | Artista                         | Album                                                      | Ruolo                                                                   |
| ---- | ------------------------ | ------------------------------- | ---------------------------------------------------------- | ----------------------------------------------------------------------- |
| 2000 | At the Club (Interludio) | Da Brat                         | Unrestricted                                               | Autrice, partecipazione vocale                                          |
| 2002 | 2 Train                  | Mario                           | Mario                                                      | Composizione, produzione, partecipazione vocale                         |
| 2002 | Put Me On                | Mario                           | Mario                                                      | Autrice, partecipazione vocale                                          |
| 2002 | Impossible               | Christina Aguilera              | Stripped                                                   | Autrice, compositrice, partecipazione vocale e strumentale (pianoforte) |
| 2002 | —                        | The Roots                       | Phrenology                                                 | Autrice, partecipazione vocale                                          |
| 2005 | Ain't No Reason          | Christina Milian                | Be Cool (colonna sonora)                                   | Autrice                                                                 |
| 2006 | —                        | Nina Simone                     | Forever Young, Gifted & Black: Songs of Freedom and Spirit | Autrice delle note                                                      |
| 2009 | Million Dollar Bill      | Whitney Houston                 | I Look to You                                              | Autrice, compositrice, produttrice                                      |
| 2011 | Angel                    | Jennifer Hudson                 | I Remember Me                                              | Autrice, compositrice, produttrice                                      |
| 2011 | Don't Look Down          | Jennifer Hudson                 | I Remember Me                                              | Autrice, compositrice, produttrice                                      |
| 2011 | Everybody Needs Love     | Jennifer Hudson                 | I Remember Me                                              | Autrice, compositrice, produttrice                                      |
| 2012 | Hope                     | Emeli Sandé                     | Our Version of Events                                      | Autrice, compositrice                                                   |
| 2014 | Stay                     | Henry Krinkle                   |                                                            | Autrice                                                                 |
| 2015 | Ocean Skies              | Ludacris featuring Monica       | Ludaversal                                                 | Autrice, compositrice                                                   |
| 2015 | Sleep Sound              | Jamie xx                        | In Colour                                                  | Autrice, compositrice                                                   |
| 2017 | Por favor                | Fifth Harmony featuring Pitbull | Fifth Harmony                                              | Autrice, compositrice                                                   |
| 2017 | Preach                   | Drake featuring PartyNextDoor   | If You're Reading This It's Too Late (mi tape)             | Autrice, compositrice                                                   |

### Colonne sonore
| Anno | Canzone                              | Film                                            |
| ---- | ------------------------------------ | ----------------------------------------------- |
| 1997 | Dah Dee Dah (Sexy Thing)             | Men in Black                                    |
| 2000 | Rock wit U                           | Shaft                                           |
| 2001 | Rear View Mirror                     | Il dottor Dolittle 2                            |
| 2001 | Fight                                | Alì                                             |
| 2002 | Butterflyz (KrucialKeys Remix)       | Drumline Tieni il tempo della sfida             |
| 2004 | Troubles                             | Nigdy w Życiu!                                  |
| 2006 | People Get Ready (con Lyfe Jennings) | Glory Road Vincere cambia tutto                 |
| 2006 | I Will Make the Darkness Light       | Glory Road Vincere cambia tutto                 |
| 2006 | Glory Road (con Trevor Rabin)        | Glory Road Vincere cambia tutto                 |
| 2008 | Another Way to Die (con Jack White)  | Quantum of Solace                               |
| 2013 | Queen of the Field (Patsey's Song)   | 12 anni schiavo                                 |
| 2013 | Pressing On                          | Muscle Shoals – Dove nascono le leggende        |
| 2014 | It's on again (con Kendrick Lamar)   | The Amazing Spider-Man 2 - Il potere di Electro |
| 2015 | Powerful (con Jussie Smollett)       | Empire                                          |
| 2016 | Apple (con Pharrell Williams)        | Hidden Figures - Il diritto di contare          |
| 2016 | Back to Life                         | Queen of Katwe                                  |
| 2023 | If I Ain't Got You – Orchestral      | La regina Carlotta: Una storia di Bridgerton    |
| 2023 | Lifeline                             | Il colore viola                                 |

## Videografia

### Album video
| Anno | Informazioni                                                                                   |
| ---- | ---------------------------------------------------------------------------------------------- |
| 2004 | The Diary of Alicia Keys - Uscita: 16 novembre, 2004                                           |
| 2005 | Unplugged - Uscita: 11 ottobre, 2005 - RIAA certificazione: oro - CRIA certificazione: platino |
| 2008 | Alicia in Africa - Uscita: ottobre, 2008 - documentario per beneficenza                        |

### Video musicali
| Anno | Titolo                                                   | Regista                                                             |
| ---- | -------------------------------------------------------- | ------------------------------------------------------------------- |
| 2001 | Fallin'                                                  | Chris Robinson                                                      |
| 2001 | A Woman's Worth                                          | Chris Robinson                                                      |
| 2001 | Brotha Part II (Angie Stone featuring Alicia Keys e Eve) | Chris Robinson                                                      |
| 2002 | How Come You Don't Call Me                               | Little X                                                            |
| 2002 | Gangsta Lovin' (Eve featuring Alicia Keys)               | Little X                                                            |
| 2002 | Girlfriend                                               | Patrick Hoelck                                                      |
| 2003 | You Don't Know My Name                                   | Chris Robinson                                                      |
| 2004 | If I Ain't Got You                                       | Diane Martel                                                        |
| 2004 | Diary (featuring Jermaine Paul)                          | Lamont "Liquid" Burrell, Rod Isaacs, Jeff Robinson e Brian Campbell |
| 2004 | My Boo (con Usher)                                       | Chris Robinson e Usher                                              |
| 2004 | Karma                                                    | Chris Robinson e Alicia Keys                                        |
| 2005 | Unbreakable (versione Unplugged)                         | Alex Coletti                                                        |
| 2005 | Unbreakable (versione BET)                               | Justin Francis                                                      |
| 2005 | Every Little Bit Hurts                                   | Justin Francis                                                      |
| 2006 | Ghetto Story Chapter 2 (Cham featuring Alicia Keys)      | Sanaa Hamri                                                         |
| 2007 | No One                                                   | Justin Francis                                                      |
| 2007 | Like You'll Never See Me Again                           | Diane Martel                                                        |
| 2008 | Teenage Love Affair                                      | Chris Robinson                                                      |
| 2008 | Superwoman                                               | Chris Robinson                                                      |
| 2008 | Another Way to Die (con Jack White)                      | MK 12 / P. R. Brown                                                 |
| 2009 | Empire State of Mind (con Jay Z)                         | Hype Williams                                                       |
| 2009 | Doesn't Mean Anything                                    | P. R. Brown / Alicia Keys                                           |
| 2009 | Looking for Paradise (con Alejandro Sanz)                | Gil Green                                                           |
| 2009 | Try Sleeping with a Broken Heart                         | Syndrome                                                            |
| 2012 | Girl on Fire                                             | Sophie Muller                                                       |
| 2012 | Brand New Me                                             | Diane Martel                                                        |
| 2013 | Fire We Make                                             | Chris Robinson                                                      |
| 2013 | New Day                                                  | Indrani                                                             |
| 2013 | Tears Always Win                                         | Robert Hales                                                        |
| 2014 | We Are Here                                              | Sol Guy                                                             |
| 2014 | It's On Again (con Kendrick Lamar)                       | Rich Lee                                                            |
| 2016 | In Common                                                | Pierre Debusschere                                                  |
| 2016 | Blended Family (What You Do for Love) (con ASAP Rocky)   | Hype Williams                                                       |
| 2019 | Show Me Love (con Miguel (cantante))                     | Cara Stricker                                                       |
| 2020 | Underdog                                                 | Wendy Morgan                                                        |
| 2020 | So Done (con Khalid)                                     | Andy Hines                                                          |

## Tour
- American Tour (2001)
- European Tour (2001–2002)
- Asian/Australian Tour (2004)
- Verizon Ladies First Tour (2004) (con Beyoncé e Missy Elliott)
- European Tour (2004)
- The Diary Tour (U.S.) (2005)
- As I Am Tour (Europa, Nord America, Asia e Oceania) (2008)
- The Freedom Tour (Europa, America, Asia e Oceania) (2010)
- Piano & I (Europa, America) (2011)
- Set the World on Fire Tour (Europa, America, Asia e Oceania) (2013)
- ALICIA: The World Tour (Europa, America) (2021)